# 3e brigade expéditionnaire des Marines
3rd Marine Expeditionary Brigade
Pour les articles homonymes, voir 3e brigade.
La 3e brigade expéditionnaire des Marines est une unité du Corps des Marines des États-Unis qui est la force d'intervention de "taille moyenne" dans la zone d'opérations du Pacifique. Elle est la seule force opérationnelle maritime air-sol de la taille d'une brigade déployée en permanence. Elle est prête à être projetée rapidement dans toute sa zone pour des missions d'aide humanitaire, de secours en cas de catastrophe, d'assaut amphibie ou de combat de haute intensité. La 3e MEB maintient une présence avancée dans le Pacifique afin de pouvoir honorer les engagements et alliances des États-Unis. La MEB mène également des opérations de formation dans toute la région en appui de la stratégie de sécurité nationale des États-Unis.

## Histoire

### Les premières années
En décembre 1917, la 3e brigade provisoire a été activée sur la base des Marines de Quantico, en Virginie, avec des éléments de la base avancée et fut ensuite déployée à Cuba pour protéger les intérêts américains des producteurs de sucre, qui étaient victimes de sabotage par des rebelles cubains soutenus par des Allemands. À son arrivée à Cuba avec le 9th Marine Regiment, la brigade a pris le contrôle du 7th Marine Regiment et a commencé à protéger les biens américains, aidant l'armée cubaine à chasser les rebelles. Au début de 1918, les activités rebelles s'étaient apaisées, la brigade fut déplacée en août 1918 à Galveston, Texas, pour servir de force d'urgence dans les Caraïbes. En avril suivant, la brigade fut désactivée. 
En mars 1927, la 3e brigade de marine est de nouveau activée au MCB Quantico sous le commandement du brigadier-général Smedley Butler. La brigade s'est ensuite déployée à Shanghai, en Chine, avec des moyens d'artillerie et d'aviation. Une fois arrivée en Chine, la brigade a pris le contrôle du 4e Régiment de Marines et du 6e Régiment de Marines à leur arrivée en mai. Au cours de cette période, la brigade était chargée d'aider les puissances étrangères présentes à maintenir les Chinois hors de la zone d'implantation internationale, qui devenait la cible du sentiment anti-étranger chinois. En 1928, Chiang Kai-shek est devenu président de la Chine et la brigade fut retirée et désactivée en janvier 1929. 

### La Seconde Guerre mondiale
En mars 1942, la brigade est réactivée à la Marine Corps Air Station New River, en Caroline du Nord et déployée aux Samoa occidentales, pour défendre l'île. La brigade est de nouveau désactivée en novembre 1943. 
En 1946, le Marine Corps reçut l'ordre de commencer à démobiliser ses effectifs. Lorsque la 6e division de marine, stationnée à Tsingtao, en Chine, a commencé à être dissoute, les bataillons de quartier général, de service, médicaux et d'artillerie restants ainsi que le 4e régiment de Marines ont été rebaptisés 3e brigade de Marines en avril. Ils ont continué à exercer des fonctions d'occupation jusqu'à ce que le reste du personnel de la Brigade soit absorbé par le 4e régiment de Marines en juin et que la brigade cesse à nouveau d'exister. 
Le sud de la Californie d'après-guerre et le nouveau camp de base du Corps des Marines Pendleton ont vu un grand nombre de Marines et d'unités revenir de la guerre du Pacifique. En septembre 1946, alors que des recrues de remplacement étaient envoyées à l'étranger pour permettre aux vétérans de combat exerçant des fonctions d'occupation de rentrer chez eux, la 3e brigade de Marines fut de nouveau établie avec le 6e régiment de Marines comme noyau. La Brigade se composait principalement de groupes administratifs et de certaines unités d'infanterie qui rentraient aux États-Unis pour être démobilisés. En mai 1947, la 1st Marine Division récupéra le reste du personnel revenant d'outre-mer ainsi que ceux de la brigade, qui fut de nouveau désactivée. 

### Des années 1950 aux années 1990
Après la création d'une unité de réaction rapide du Corps des Marines pour la guerre de Corée et l'élargissement de ses rangs, le quartier général de la Brigade fut à nouveau établi en juin 1951 autour du 3e Régiment de Marines au MCB Camp Pendleton. En 1952, le Congrès ordonna que le Corps des Marines soit maintenu à une force d'au moins trois divisions et groupes d'aéronef. En réponse, le commandant du Corps des Marines désigna la 3e brigade des Marines comme noyau de la 3e Division des Marines bientôt réactivée. En janvier 1952, la brigade est absorbée par la division et cesse de nouveau d'exister. 
En mai 1962, en réponse au soutien de l'Union soviétique à l'armée Pathet Lao au Laos, la 3e Marine Expeditionary Brigade fut formée à partir du personnel de la 3e division des Marines et commença à débarquer 3 000 Marines en guise de démonstration de force en Thaïlande en tant que composante de la "Joint Task Force 116". Les forces de la MEB comprenaient le 3e bataillon du 9e Régiment de Marines, le VMM-261 et le VMFA(AW)-332. La démonstration de force a pris fin en août et le MEB a été réintégré dans la 3e division maritime. 
En avril 1965, alors que les forces commençaient à se constituer en République du Vietnam, la 3e MEB fut réactivée au Camp Hague, Okinawa. Elle embarqua à bord des navires de transport de la 7e flotte et fut transportée en République du Vietnam. En chemin, elle fut rebaptisée 3e Brigade amphibie de marine. Ils sont arrivés au large des côtes en fin de mois et ont effectué un débarquement à Chu Lai pour établir un aérodrome expéditionnaire. À la fin du mois, la brigade fut désactivée et absorbée par la III Marine Amphibious Force (III MAF). 
En avril 1971, la III MAF se retire de la République du Vietnam et la 3e brigade est réactivée à Da Nang pour superviser les 13 600 Marines du 1er Régiment de Marines ainsi que les Marine Aircrat Groups n°11 et 16, qui restent dans le pays après la fin du programme d'action combinée. Le 7 mai, les opérations terrestres et aériennes cessèrent, les dernières troupes terrestres embarquèrent en juin et le 3e MAB furent ensuite désactivés.

### 2000 - présent
En janvier 2000, le III MEF, alors qu'elle soutenait la Force internationale pour le Timor oriental pendant l'opération Stabiliser, se retira et la 3e Marine Expeditionary Brigade fut réactivée. Depuis sa réactivation, elle est activement engagée dans les interventions d'urgence régionales ainsi que dans de nombreux exercices conjoints et combinés. 
Fin 2004, le 3e MEB a fourni la plupart des forces de la Force opérationnelle interarmées 535, qui a participé aux opérations de  secours lors des inondations aux Philippines,. 
En mai et juin 2006, le 3e MEB a fourni une assistance logistique et médicale à des milliers de victimes du tremblement de terre de Yogyakarta en 2006. Toujours en 2006, la 3e MEB a aidé à secourir les victimes des glissements de terrain à la suite de l'activité du volcan Mayon aux Philippines également. La MEB a une longue tradition d'aide humanitaire aux Philippines.    
2007 a vu l'aboutissement de l'opération Goodwill en Irak, une mission en trois parties impliquant le 3e MEB et l'USS Comstock (LSD-45). 
Le 13 décembre 2011, le 3e MEB a été officiellement réactivé et a ensuite participé à des exercices et des opérations dans toute la région du Pacifique. Le 3e MEB a été déclarée initialement opérationnelleen septembre 2012 et est en bonne voie d'être pleinement opérationnel d'ici la fin de l'exercice 2013. 
Depuis sa réactivation, la MEB a participé à des exercices tels que Ssang Yong, Ulchi Freedom Guardian, Balikatan et PHIBLEX. La MEB a également participé à des opérations de secours au Japon et, plus récemment, à l'opération Damayan aux Philippines. 
Dans son rôle actuel, la 3e MEB sert de quartier général permanent qui peut commander des forces de tailles et de compositions différentes. 

## Voir également
- Groupe de travail air-sol marin
- 1re Marine Expeditionary Brigade
- 2e Marine Expeditionary Brigade
- 4e Marine Expeditionary Brigade (anti-terroriste)
- 5e Marine Expeditionary Brigade
- 7e Marine Expeditionary Brigade
- 9e Marine Expeditionary Brigade